# Saint-Marcel-l'Éclairé
Saint-Marcel-l'Éclairé är en kommun i departementet Rhône i regionen Auvergne-Rhône-Alpes i östra Frankrike. Kommunen ligger i kantonen Tarare som tillhör arrondissementet Villefranche-sur-Saône. År 2022 hade Saint-Marcel-l'Éclairé 568 invånare.

## Befolkningsutveckling
Antalet invånare i kommunen Saint-Marcel-l'Éclairé
| Referens: INSEE |